# Standfussiana deflavata
Standfussiana deflavata är en fjärilsart som beskrevs av Leo Schwingenschuss 1924. Standfussiana deflavata ingår i släktet Standfussiana och familjen nattflyn. Inga underarter finns listade i Catalogue of Life.